# Gonarthrus namaensis
Gonarthrus namaensis är en tvåvingeart som beskrevs av Hesse 1938. Gonarthrus namaensis ingår i släktet Gonarthrus och familjen svävflugor. Inga underarter finns listade i Catalogue of Life.